# Kœur-la-Petite

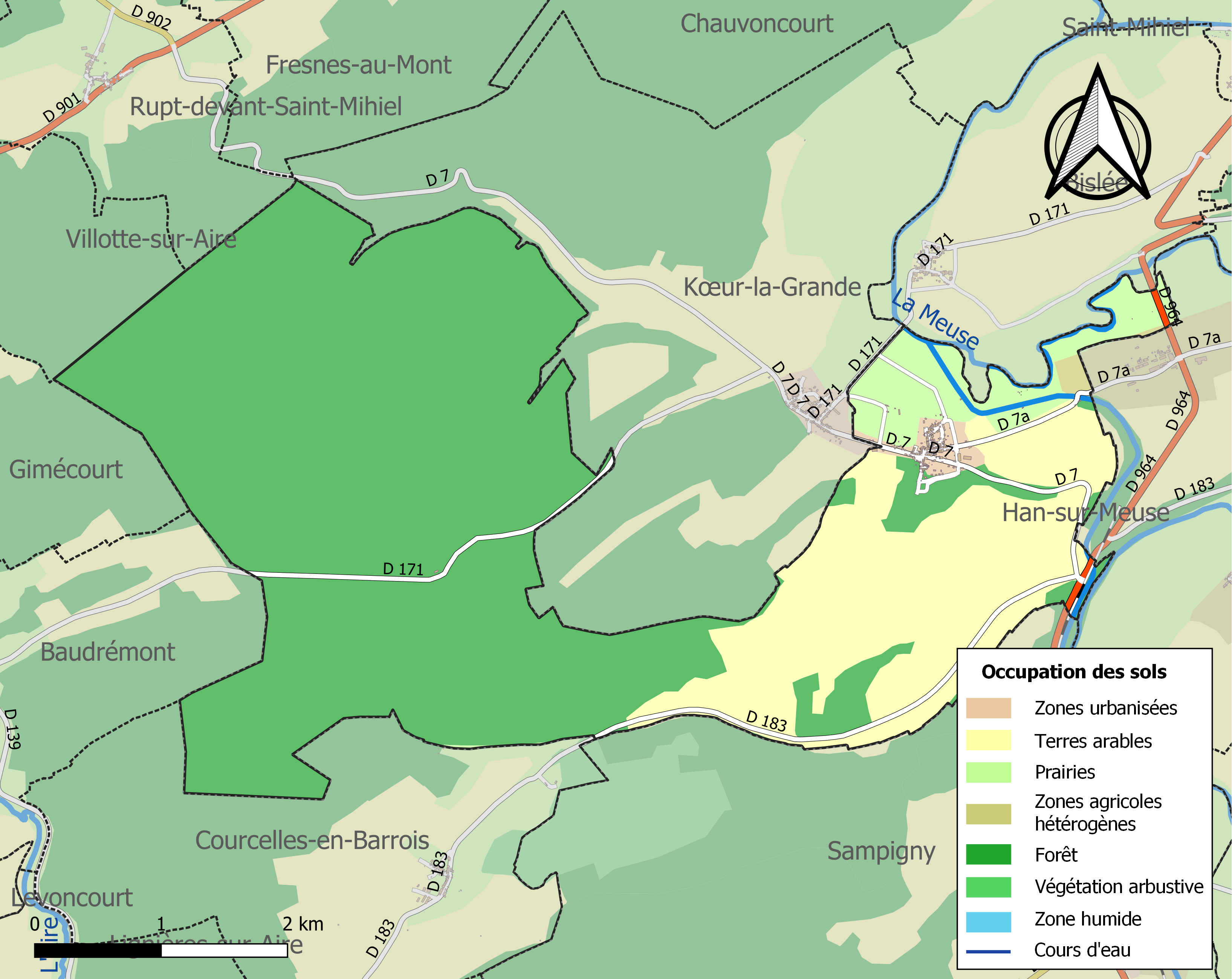
Karte der Gemeinde und deren Infrastruktur (grün = Wald)

Kœur-la-Petite ist eine französische Gemeinde im Département Meuse in der Region Grand Est (bis 2015 Lothringen). Sie gehört zum Arrondissement Commercy und zum Kanton Dieue-sur-Meuse (bis 2015: Kanton Pierrefitte-sur-Aire). Die 254 Einwohner (Stand 1. Januar 2022) zählende Gemeinde besteht nur aus dem gleichnamigen Ort.

## Geografie
Kœur-la-Petite liegt an der oberen Maas und dem parallel verlaufenden Maas-Kanal, zwischen Verdun und Commercy, etwa 50 Kilometer südwestlich von Metz auf einer Höhe zwischen 217 und 361 m über dem Meeresspiegel. Die Gemeinde, zu der ein großes Waldgebiet gehört, hat eine Fläche von 20,33 km².
Nachbargemeinden sind Kœur-la-Grande, Bislée, Han-sur-Meuse, Sampigny, Courcelles-en-Barrois, Baudrémont, Gimécourt und Rupt-devant-Saint-Mihiel.

## Name
Das Gebiet wurde im 8. Jahrhundert als Coria bezeichnet, 1106 der Ort selbst lateinisch als „parva Coria“ (kleines Coria). Später wurde er als Keure-la-Petite (1413), Petite-Keure (1571), Kevres-la-Petite (1642), Petit-Quievre (1656), Petit-Kœur (1700), Khœurs-la-Petite (1749) und Koeurs la Petite (1793) erwähnt.

## Geschichte
Im Jahr 709 schenkte Graf Vulfuad seinen Besitz Ulme (lateinisch Ulmus bzw. umgangssprachlich Coria) der neugegründeten Abtei Saint-Mihiel. Papst Paschalis II. bestätigte 1106 diese Schenkung, aus jener Zeit stammt die Gründung von Petite Cœurs (parva Coria). 1301 unterwarf Henri von Bar seine Grafschaft dem König Philipp IV., wobei  „les deux Cœurs“ (Grande Cœurs und Petite Cœurs) erwähnt wurden. Von 1464 bis 1470 lebte Margarete von Anjou, Ehefrau des englischen Königs Heinrich VI., im Exil in der Burg Cœurs.

### Bevölkerungsentwicklung
| Jahr      | 1962 | 1968 | 1975 | 1982 | 1990 | 1999 | 2007 | 2014 |
| Einwohner | 283  | 240  | 215  | 228  | 282  | 297  | 261  | 303  |

## Sehenswürdigkeiten

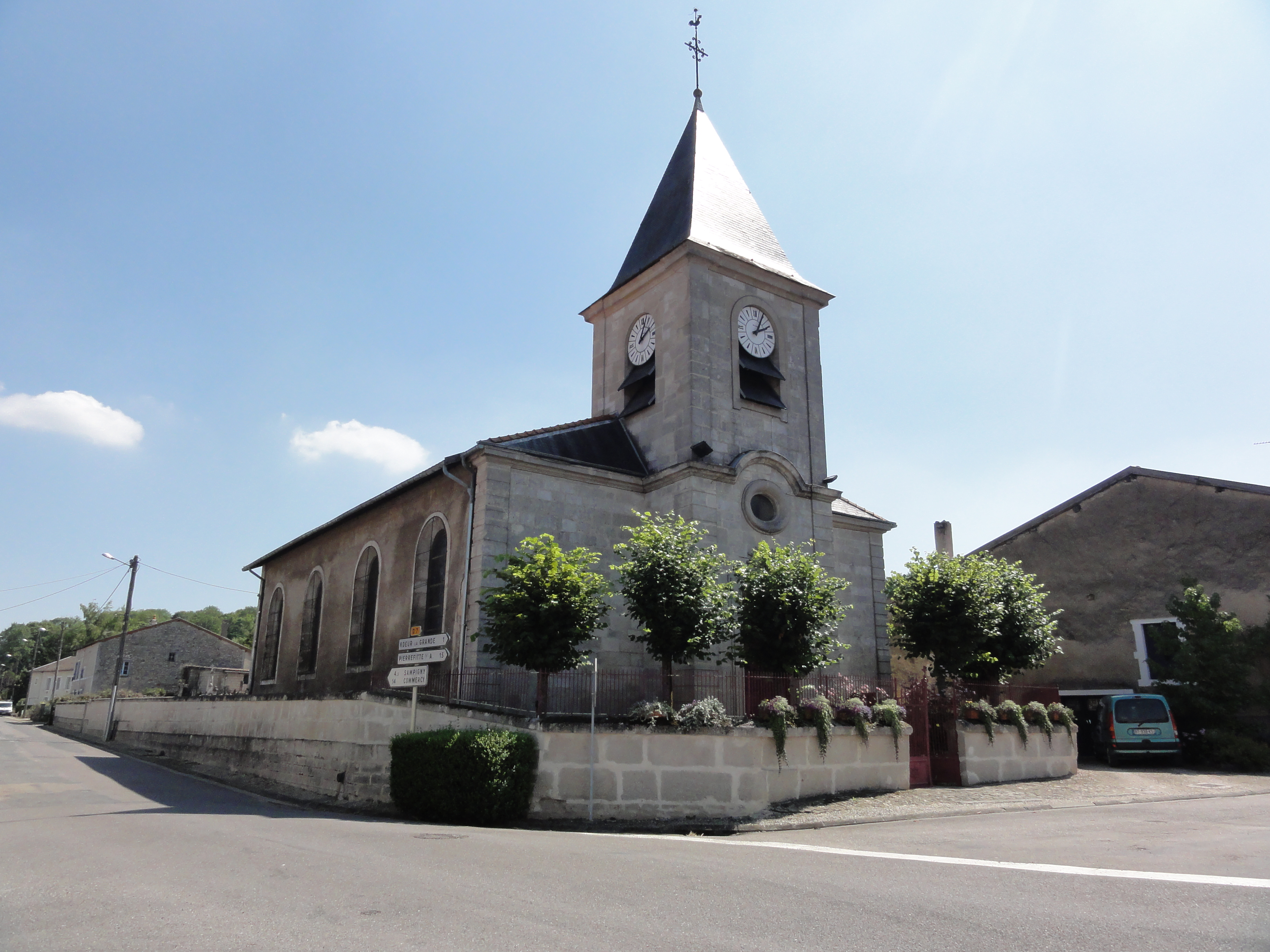
Kirche Saint-Remi
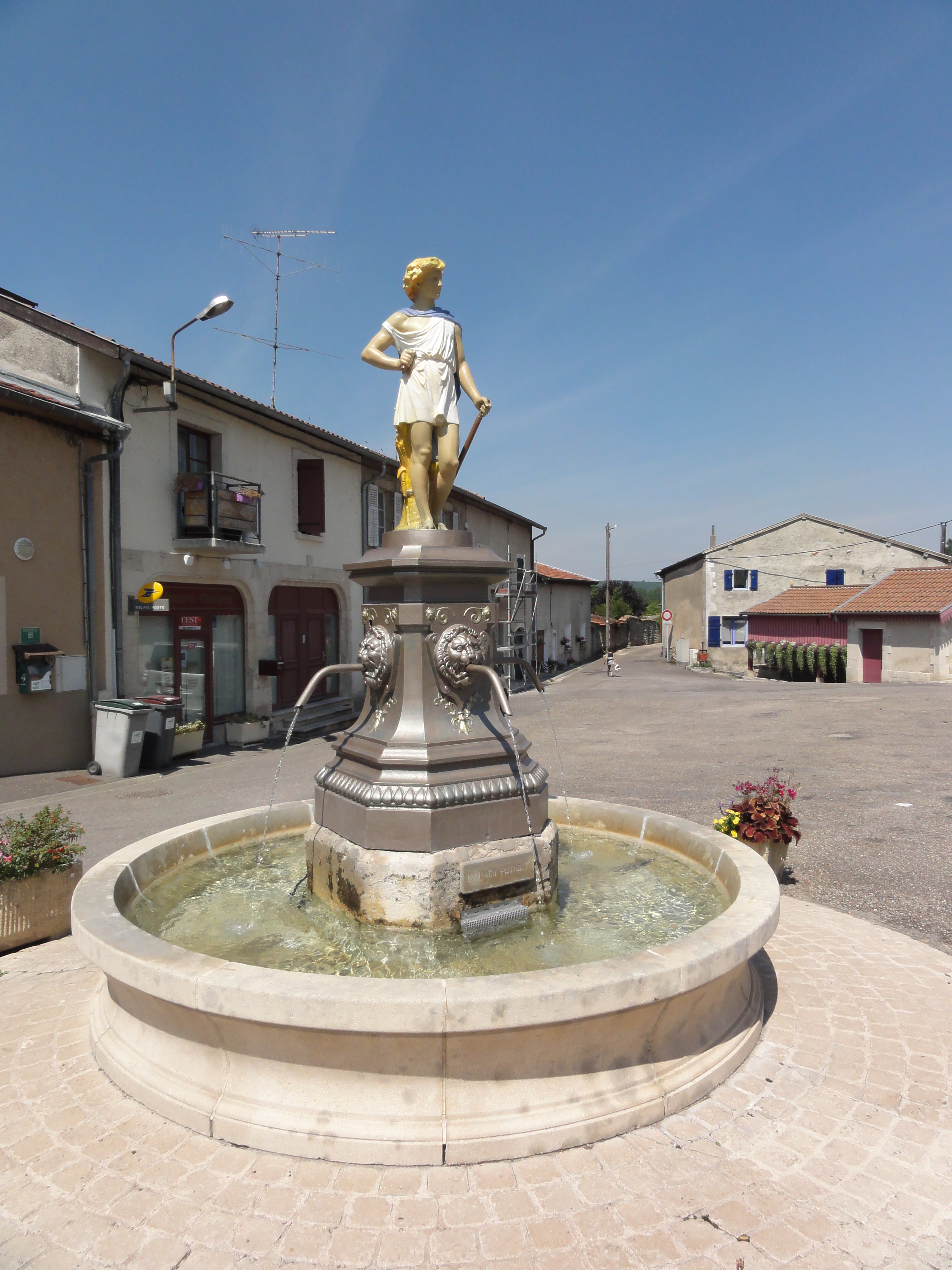
Gayoir – ein flacher Teich zur Reinigung der Pferdehufe
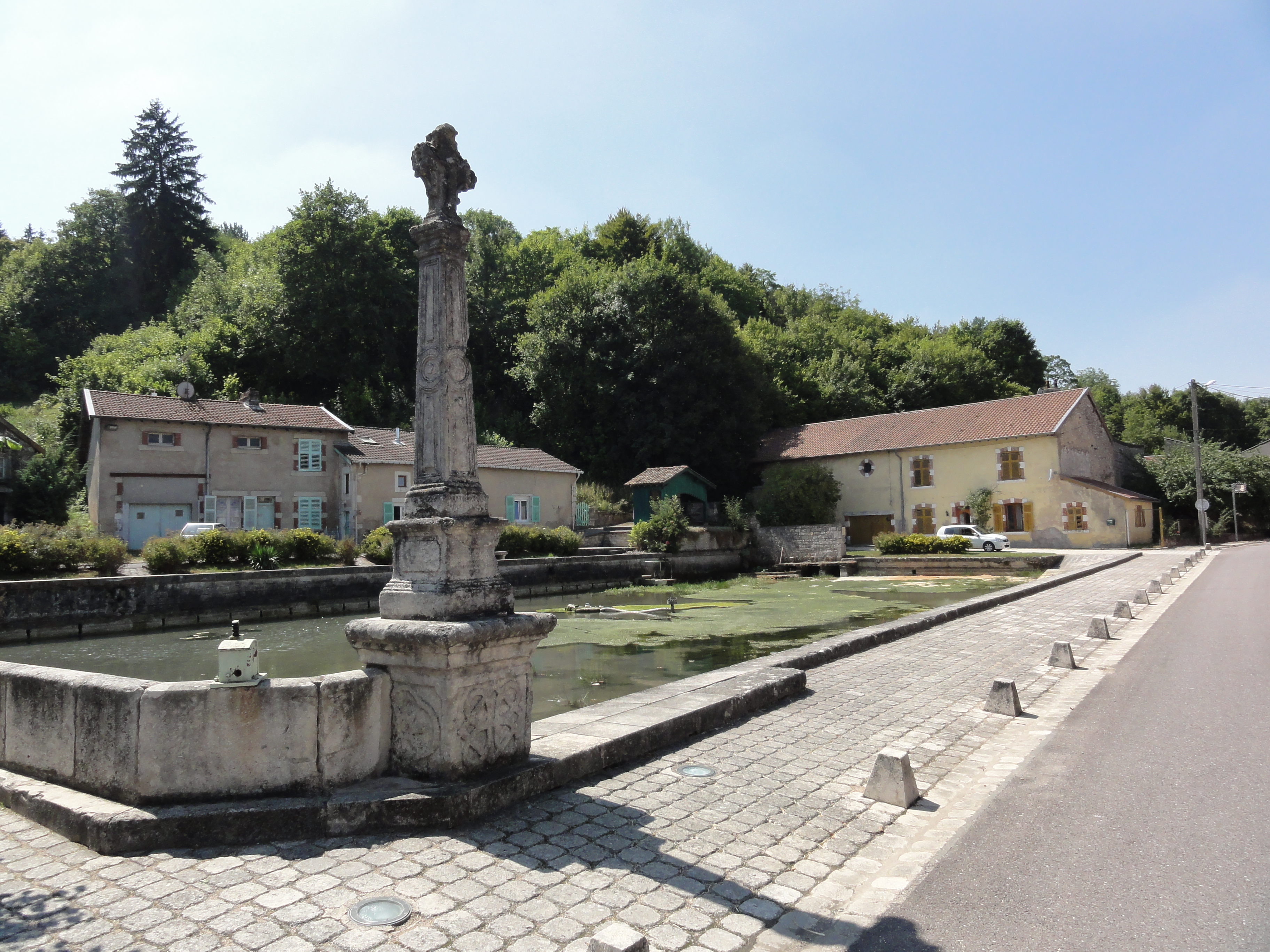
Reste des während der Französischen Revolution teilweise zerstörten Schlosses aus dem 18. Jahrhundert, seit 1990 unter Denkmalschutz

- Kirche Saint-Remi
- Zierbrunnen in der Ortsmitte
- Gayoir

## Verkehr
Den Ort quert die Departementsstraße 7 von Nordwest nach Südost. In der Ortsmitte beginnt die Departementsstraße 7a.
Im Gemeindegebiet verläuft die Trasse der in diesem Abschnitt stillgelegten Bahnstrecke Lérouville–Pont-Maugis. Nächster Bahnhof ist Lérouville an der Bahnstrecke Paris–Strasbourg, knapp 9 km von Kœur-la-Petite entfernt und über die Departementsstraßen 7 und 964 erreichbar.

## Persönlichkeiten
Der Kartograf Jean Joseph Tranchot wurde 1752 in Kœur-la-Petite geboren.